# Landelles-et-Coupigny
Landelles-et-Coupigny é uma comuna francesa na região administrativa da Normandia, no departamento Calvados. Estende-se por uma área de 24,3 km². Em 2010 a comuna tinha 866 habitantes (densidade: 35,6 hab./km²).